# Johan Lindberg (violinist)
Carl Johan Lindberg, född 8 mars 1837 i Lemo, Finland, död 21 december 1914, var en finländsk violinist. Han var kusin till Alie Lindberg och far till Elsa Lindberg-Dovlette.
Lindberg var elev till Fredrik Pacius i Helsingfors och mellan 1856 och 1858 Ferdinand David vid Leipzigs konservatorium, Edmund Singer i Weimar och Joseph Joachim i Hannover. Han var konsertmästare vid Helsingfors Nya Teater 1864–1870. Han turnerade flitigt under 1860-talet i Finland, Sverige, Danmark och Norge, men även i Tyskland och Österrike. År 1870 blev Lindberg violinist i Kungliga Hovkapellet, där han mellan åren 1882–1886 var konsertmästare. Åren 1873–1903 var han lärare i violin och ensemblespel vid musikkonservatoriet i Stockholm, från 1897 med professors titel.
Bland hans elever märks Tor Aulin, Hugo Alfvén, Ernst Ellberg, Sven Kjellström, Julius Ruthström, Johan Halvorsen och hans egen dotter,  Sigrid Lindberg. Han har också skrivit studieböcker i violinspel.